# Szent György-fatemplom (Kishegy)
A kishegyi Szent György-fatemplom műemlékké nyilvánított épület Romániában, Szilágy megyében. A romániai műemlékek jegyzékében az  SJ-II-m-B-05079 sorszámon szerepel.